# Volksbank Emstek
Die Volksbank Emstek eG ist eine Genossenschaftsbank mit Sitz in der niedersächsischen Gemeinde Emstek im Landkreis Cloppenburg.

## Geschichte
Die Volksbank Emstek eG wurde am 25. November 1895 gegründet und hat sich bis heute ihre Eigenständigkeit bewahrt.
Für das Jahr 2024 ist eine Fusion mit der Volksbank Essen-Cappeln eG geplant.

## Rechtsverhältnisse
Die Volksbank Emstek eG ist im Genossenschaftsregister beim Amtsgericht Oldenburg (Oldenburg) unter GnR 150003 eingetragen.

## Organisationsstruktur
Rechtsgrundlagen sind das Genossenschaftsgesetz und die durch die Generalversammlung beschlossene Satzung. Organe der Bank sind der Vorstand, der Aufsichtsrat und die Generalversammlung.

## Sicherungseinrichtung
Die Volksbank Emstek eG ist der amtlich anerkannten Sicherungseinrichtung des Bundesverbandes der Deutschen Volksbanken und Raiffeisenbanken GmbH und der zusätzlichen freiwilligen Sicherungseinrichtung des Bundesverbandes der Deutschen Volksbanken und Raiffeisenbanken e.V. angeschlossen.

## Geschäftsausrichtung
Die Volksbank Emstek eG betreibt das Universalbankgeschäft. Im Verbundgeschäft arbeitet sie mit der DZ Bank, R+V Versicherung, Bausparkasse Schwäbisch Hall, Teambank, VR Leasing, DZ Hyp und der Union Investment zusammen.

## Geschäftsgebiet
Das Geschäftsgebiet liegt im Osten des Landkreises Cloppenburg.
An diesen Orten betreibt die Bank Filialen:
- Emstek (Hauptstelle, jur. Sitz)
- Höltinghausen (Geschäftsstelle)